# Ракальмуто
Ракальмуто (итал. Racalmuto; сиц. Racalmutu) — коммуна в провинции Агридженто, в регионе Сицилия, Италия. Территория — 68,10 км2. Население — 8 448 чел. (2014). 4 фракции — Каза-Матрона, Конфине, Фико-Фонтанелле, Массерия-Виллануова. Мэр коммуны — Эмилио Мессана (с 2014 года).
Коммуна расположена на северо-востоке провинции Агридженто, в 37 км от столицы провинции. Граничит на севере и северо-востоке  с коммунами Бомпенсьере, Милена и Монтедоро в провинции Кальтаниссетта, на востоке с коммуной Гротте, на юге с коммуной Кастрофилиппо, на юго-востоке с коммуной Каникатти и на юго-западе с коммуной Фавара — все в провинции Агридженто. Климат умеренный. Коммуна находится в районе плато Ракальмуто в 445 м над уровнем моря. В коммуне развито сельскохозяйственное производство. Производятся зерно, оливки и вино. Некогда была развита добыча серы и соли.
Святая покровительница коммуны — святая Розалия, дева (праздник 4 сентября). Рокальмуто — место рождения известного сицилийского писателя Леонарду Шаша.